# レインボー小倉
レインボー小倉（レインボーおぐら）は、京都府宇治市小倉の近鉄小倉駅前にあった4階建てのショッピングビル。

## 概要
1975年、地場不動産デベロッパー「三津富」のSC事業ブランド「レインボープラザ小倉宇治」（三津富小倉ビル）として開業。1976年には近隣の小倉前デパートビルで営業していた西友宇治店が核テナントとして移設オープン。2001年3月に西友が閉店した後、建物を改装。2001年（平成13年）4月20日に「レインボー小倉」がオープンした。核店舗としてスーパーマーケットKINSHO（近商ストア）が入居していた。2013年12月に大阪市西区に本社があるジョイハウスが建物を取得した。
しかしテナントの核店舗だった近商ストアーが2018年（平成30年）8月26日をもって閉店した影響は大きく、同時期辺りに全てのテナントでは無いものの、その他のテナントも少しずつながらも閉店していた。ネット上では「廃墟のようだ」と話題となっていた。
その後債権者から差押登記がなされ、2019年5月28日から約5億円で不動産競売に掛けられたが、耐震基準が旧基準であったため、その後取り下げられた。ビルの所有者であるジョイハウスには建物の解体並びに耐震補修の資金は無かった他、退去したテナントに対する預り保証金の返還も進まなかった。このためジョイハウスは、債権者から第三者破産を申し立てられ、2021年7月1日に大阪地方裁判所から破産手続開始決定を受けた。
2024年3月現在、解体され更地となっている。

## フロア構成
最後まで唯一営業していたのはカット専門店の1店舗のみ。2021年5月30日にカット専門店の撤退をもって全てのテナントが退去した事になった。2021年7月1日以降は破産管財人による管理となり、許可を受けた者以外は一切の立ち入りは禁止された。建物自体は破産管財人によって処分されることになる。
上記の通り2019年8月以降はカットコムズ　小倉店（カット専門店）以外は一切無く事実上レインボー小倉の建物には入れなかった（2020年現在外壁等がかなり崩れ落ちてきていて、危険な為入ることはできない。タイムズレインボー小倉としてタイムズが入ってたが撤退している。）
- 地階 - 2019年4月中旬ごろに地下で唯一営業していたパチンコ屋「玉だろう」が休業を宣言。以降パチンコ屋及び地下階への入口のシャッターは降りている状態。館内の地下階へ通じる階段やエスカレーターはロープが張られている為立ち入り禁止。また地下階は電気も落とされている為、1階部分からも地下階の様子を窺うことが出来ない状態になっている。
- 1階 - 建物外部の通路部分にあるカット専門店のみ営業。2019年8月をもって婦人服（個人経営）が閉店、この日以降はレインボー小倉の建物内に入る事は一切出来なくなった。外観部分にカラオケ屋も有ったがカラオケ屋は屋外北側にある専用の屋外の入口側からの入店となっていた（このカラオケ屋は5月31日をもって休業と発表している）。唯一通路部分で営業していたカットハウスも2021年5月30日をもって閉店したが、近燐に新たなお店を構えた上で引き続き継続するとしており新店舗でのオープンは7月1日予定との事。
- 2階 - カーブス（フィットネスクラブ、2019年4月下旬現在では店舗入口付近に「移転オープン決定」とのお知らせ済みだったが詳しい閉店日は不明のまま、7月16日に道路を挟んだ向かいの大阪ガスのビル4階部分に移転オープンを発表しており、この日以前にレインボー小倉側は閉店した。オンセンドーも5月末にて完全閉店の告知をチラシで告知済み。これにより2階フロアーにあったテナント全て撤退した。
- 3階 - 100円ショップザ・ダイソー｛2019年3月辺りから以前の充実した商品ラインナップから一転し、店舗の規模が徐々に減少（商品を売り切ったり商品を整理したりしながらレジ付近に商品棚を寄せる様に店舗面積が減らされた。ただ店内には閉店の告知等がしばらくは一切貼られて無い状態だったが7月18日をもって休業となった。）｝、カードショップ（4月下旬に閉店告知しながらも実際はゴールデンウィーク終わりまでは営業していた。ただ5月中旬時点で閉店済みであり店舗があった部分は既に何も無い状態になった。

過去のテナント状況（店舗フロアー案内図より抜粋、店舗フロアー案内図より過去に営業しているであろう店舗も記載）
- 地階 - 食品とサービスとパチンコのフロア メインフロアーはスーパーマーケットKINSHO、うどん屋（フードコート）、占いの館、銘茶園、カリー屋、不動産店舗、クリーニング、フラワーショップ、貴金属買い取り専門店、金券ショップ、パチンコ屋、ゲームセンターなど
- 1階 - 衣料品と生活のフロア テナント＝KINSHO衣料品フロア、ハンバーガーマクドナルド、ドラッグストアーココカラファイン、旅行代理店、DPEショップ、雑貨店、時計宝石貴金属専門店、カット専門店、小学館アカデミー、カラオケガッチャ、個人営業の婦人服屋など
- 2階 - 衣料品とバラエティのフロア テナント＝総合衣料オンセンド、ファッション専門店、雑貨店、理容室、スポーツショップ、リユースストア、手芸生地専門店、フィットネスクラブ（カーブス）など
- 3階 - 100円ショップとアミューズメントのフロア テナント＝100円ショップザ・ダイソー、プレイランド（ゲームコーナー）、占い店、整体院、ボクシングジム、トレーディングカードショップ（他にも漫画、ゲームソフト、ＣＤ、ＤＶＤなども扱っていた）など

（4階は事務所となっている為、関係者以外は立ち入り出来無い様にロープが張られている。屋上にゲームコーナーが開設されていた時期もある）